# Freaky Friday (boek)
Freaky Friday is een Amerikaans kinderboek, geschreven door Mary Rodgers en voor het eerst uitgegeven in 1972.
Het boek gaat over een tienermeisje en haar moeder die van lichaam wisselen, waardoor ze elkaar beter leren kennen. Het boek kan beschouwd worden als een moderne hervertelling van de roman Vice Versa uit 1882, waar de verwisseling tussen vader en zoon plaatsvond.

## Verfilming
Freaky Friday is tevens de titel van drie Disneyfilms die op dit boek zijn gebaseerd:
- versie uit 1976 – met Jodie Foster als het meisje en Barbara Harris als de moeder
- versie uit 1995 – televisiefilm met Gaby Hoffmann en Shelley Long
- versie uit 2003 – met Lindsay Lohan en Jamie Lee Curtis

Het verhaal gaat over Anna en Tess, haar moeder. Tess is psychiater en staat op het punt om te trouwen, Anna speelt in een band en heeft verschillende problemen op school.
Pink Slip, de band waar Anna in speelt, is genomineerd voor een soort toernooi met andere bands, maar dat is gelijk met de bruiloftsreceptie.
Als Tess en Anna hier ruzie over krijgen in een Chinees restaurant, besluit een Chinese ze een gelukskoekje te geven. Dit koekje draait hun levens om. Tess wordt Anna en Anna wordt Tess. Anna moet dus naar de bruiloft en Tess naar het optreden.